# Piranga rubriceps
Piranga rubriceps là một loài chim trong họ Cardinalidae.